# Société industrielle et chimique de l'Aisne
La Société Industrielle et Chimique de l'Aisne est le leader européen des produits de résistance au feu, à base de du trioxyde d'antimoine.

## Histoire
La Société Industrielle et Chimique de l'Aisne est créée en 1925 sous le nom de Migeot Frères, pour produire de l’oxyde d’étain, des émaux et du trioxyde d’antimoine. En 1929, elle reprend la Sarlino (Société rémoise de linoleum), qui avait elle-même acheté les Etablissements Lufbéry-Chardonnier basés à Chauny, dans l'Aisne, industriel qui disposait avant les bombardements massifs de la Première Guerre mondiale sur la Picardie, du quasi-monopole de la fabrication du soufre doré d'antimoine, utilisé comme colorant et vulcanisant dans l'industrie du caoutchouc, alors en plein essor.  
En 1958, Andé Baud, héritier de l'usine crée en 1886 par Emmanuel Chatillon au Babory-de-Blesle, sur la commune de Blesle (43), vend à la Société Industrielle et Chimique de l'Aisne un procédé de fabrication d'oxyde pratiquement pur à partir du métal qu'il a appelé Pigmantinox et installe à Chauny les composants du prototype mis au point dans son usine du Babory.
Dans les années 1970, sa production va se centrer sur  ce dernier produit, dont elle deviendra le premier producteur européen, après avoir développé les solutions pour les matières plastiques, pigments blanc opacifiants et ignifuges. Dans les années 1980, est l'une des premières à offrir des solutions ignifugeantes sur mesure sous la forme de granulés obtenus par extrusion et a élargi son offre à une large gamme forces colorantes spécifiques. La décennie suivante la voit se lancer dans les produits pâteux ou semi-liquides, permettant de satisfaire à la majorité des normes feu dans le domaine des bâches, via l'enduction PVC sur support polyester. En 1999, la société est reprise par le fonds d’investissement américain Safegard.International, puis intègre le groupe AMG en 2007.